# Гордиенко, Андрей Николаевич
Андре́й Никола́евич Гордие́нко (род. 14 ноября 1974, Минск) — белорусский и российский издатель, историк, писатель и переводчик, учредитель и генеральный директор издательства «Наше слово».

## Биография
Родился в Минске в семье военного. Долгое время жил в Германии и Грузии. В 1990—1991 гг. был членом ЦК ЛКСМ Белоруссии. В 1991—1996 гг. учился на историческом факультете Белорусского государственного университета (Кафедра истории нового и новейшего времени, научные руководители — проф. Л. М. Шнеерсон, проф. П. А. Шупляк). В 1997—1999 гг. стажировался на кафедре политологии в Свободном университете, Берлин, ФРГ (научный руководитель — доктор Иоганнес Шлоотц, Институт политологии имени Отто Зура). В 1993—2003 гг. работал в белорусско-германском СП «Белфарм» (отдел внешнеэкономической деятельности), параллельно в 1996—2004 гг. — в белорусском представительстве американской фармацевтической компании Pfizer (регистрация медицинских препаратов).
В 1997—2006 гг. как автор и переводчик с английского и немецкого языков сотрудничал с издательствами «Интердайджест», «Современная литература», «Харвест», «АСТ», «Попурри», «Юниклассик». В 2004—2006 гг. — преподаватель на кафедре истории Беларуси древнего времени и средних веков исторического факультета БГУ. Написал и перевел более 20 научно-популярных книг и монографий, которые активно используются в научном обороте и образовательном процессе. Писал в том числе под псевдонимами Пульмановский и Фадеев.
С 2006 г. — учредитель и генеральный директор издательства «Наше слово» (Москва).
Проживает в Москве.

## Научная деятельность
Занимается изучением истории Германии XIX—XX вв., Афганистана и Средней Азии XVIII—XX вв., идеологии нацизма, истории Второй мировой войны, конфликтологией, разработкой методики преподавания истории в школе и вузах. Автор и соавтор более 20 учебно-методических пособий для средней школы.
Автор школьного учебника по истории Беларуси XVI—XVIII вв. (в соавторстве с к. и. н. О. В. Перзашкевичем, не опубликован), спецкурса по истории борьбы с экспансией Тевтонского ордена на земли ВКЛ (прочитан на истфаке БГУ в 2005—2006 гг.), методических разработок преподавания истории Великой Отечественной войны в вузах (внедрены на философском и экономическом факультетах БГУ в 2004—2005 гг.). Перевел на русский язык монографию немецкого политического психолога проф. М. Кох-Хиллебрехта «Homo Гитлер: психограмма диктатора», фундаментальную монографию The Venture of Islam американского исламоведа проф. М. Ходжсона (в составе коллектива переводчиков, научный редактор перевода проф. Т. К. Ибрагим), выполнил новый перевод на русский язык избранных сочинений и переписки украинского философа Г. Сковороды.
По данным Google Scholar индекс Хирша Гордиенко А.Н. равен 8

## Издательская деятельность
Занимается изданием научной ,  и научно-популярной литературы по истории, культуре, религии, космонавтике, коллекционированию, туризму (в том числе совместно с издательством «Эксмо» путеводители «Lonely Planet» на русском языке) и спорту, а также различного рода справочных и энциклопедических изданий. В числе опубликованных авторов есть известные российские, белорусские и западные ученые, деятели культуры и участники Олимпийских игр. Некоторые издания используются в качестве учебных пособий в ВУЗах , .

## Награды
В 2003 г. созданный Гордиенко А. Н. четырехтомник «Всемирная история» как лучшая книга года был удостоен диплома XLIII Республиканского конкурса «Искусство книги — 2003» на международной книжной выставке-ярмарке в Минске .

## Критика
В статье, напечатанной в газете «Красная Звезда» — центральном органе министерства обороны Российской Федерации — Грант Оганесян подвергает критике книгу Гордиенко «Командиры Второй Мировой войны», указывая на фактические ошибки и обвиняя автора в фальсификации истории:
Однако читатель не найдет в этой книге ни одного вопроса, составляющего, скажем, предмет военного искусства. Более того, в книге нет и попытки исторического анализа — военные операции оторваны друг от друга, нет связи времени и событий, причин и следствий, отсутствуют оценки главных сражений.
Тем не менее, по данным библиографической базы Российского индекса научного цитирования (РИНЦ) и системы Google Scholar эта книга, как и другие работы автора, активно используется в российском научном обороте, на нее ссылаются в научных статьях и монографиях. Согласно Google Scholar индекс Хирша этого автора равен 8

## Иностранные языки
Владеет русским, немецким, английским, итальянским, польским, белорусским и украинским языками. Имеет изданные переводы с английского, немецкого и украинского.

## Семья
Женат на Баталиной Светлане Сергеевне.
- Ипполит Ипполитович Дюмулен — двоюродный дядя
- Яков Ильич Некрасов — двоюродный прадед
- Александр Александрович Фадеев — далекий предок
- Андрей Михайлович Фадеев — далекий предок

## Основные работы

### Книги
- Командиры Второй мировой войны. т. 1—2. Минск., 1997—1998 т.1 ISBN 985-437-268-5, т.2 ISBN 985-437-627-3
- Войны второй половины XX века. Минск., 1999 ISBN 985-437-507-2
- Иосиф Сталин. Минск, 1998 ISBN 985-437-701-6
- Маршал Жуков. Минск, 1998 ISBN 985-437-736-9
- Вся история для школьников. Минск, 2000 (в соавторстве)
- Вся история для школьников. 2-е издание, стереотипное. Минск, 2003 (в соавторстве) ISBN 985-14-0107-2
- Вся история для школьников. 3-е издание, стереотипное. Минск, 2005 (в соавторстве) ISBN 985-14-0990-1
- Краткая история России. Энциклопедический справочник. Минск, 2001 ISBN 985-456-956-X
- Всемирная история. Первобытное общество. Государства Древнего Востока, Европы и Азии. Минск, 2002 (в соавторстве) ISBN 985-13-0788-2
- Всемирная история. Римская империя. Раннее средневековье. Крестовые походы. Минск, 2002 (в соавторстве) ISBN 985-13-0789-0
- Всемирная история. Средние века. Возрождение и Реформация. Эпоха Просвещения. Минск, 2002 (в соавторстве) ISBN 985-13-0790-4
- Всемирная история. Наполеоновские войны. Вторая мировая война. Современный мир. Минск, 2002 (в соавторстве) ISBN 985-13-0910-9
- Džihaad Venemaa lõunapiiril, Tallinn, 2006 (Джихад на южных границах России, на эст. яз)
- Энциклопедия символов. Москва, 2007 (в соавторстве) ISBN 978-5-699-20217-1
- Большая знциклопедия символов. 2-е издание, стереотипное. Москва, 2009 (в соавторстве) ISBN 978-5-699-39224-7
- Большая энциклопедия символов. Москва, 3-е издание, стереотипное. 2010 (в соавторстве) ISBN 978-5-699-39224-7
- Символы и знаки. Большая энциклопедия. 4-е издание, дополненное и переработанное. Москва, 2018 (в соавторстве)
- Китай. История, культура, искусство. Иллюстрированная энциклопедия. Москва, 2008 (в соавторстве) ISBN 978-5-699-29268-4
- Россия: История, культура, искусство. Иллюстрированная энциклопедия. Москва, 2008 ISBN 978-5-699-29269-1
- Мечети России и стран СНГ, Москва, 2014 ISBN 978-5-699-73487-0
- Прогулки по Италии. Москва, 2018 ISBN 978-5-17-108767-8
- Прогулки по Италии. 2-е издание, дополненное. Москва, 2020

### Учебные пособия
- Древний мир. Иллюстрированная история. Минск, 2007 ISBN 978-985-13-8901-4
- Средние века. Иллюстрированная история. Минск, 2006 ISBN 985-13-8902-1
- Всемирная история: 4 класс. Поурочное планирование. Минск, 2004
- Всемирная история. Рабочая тетрадь. 5 класс. Разноуровневые задания. Минск, 2004 (в соавторстве с Федосик В. А.)
- Всемирная история. Рабочая тетрадь. 7 класс. Разноуровневые задания. Минск, 2006 (в соавторстве с Синица В. И.)
- Всемирная история. Рабочая тетрадь. 9 класс. Разноуровневые задания. Минск, 2004 (в соавторстве с Федосик В. А.)
- Всемирная история. Поурочные тесты. 5—7 класс. Минск, 2004 (в соавторстве с Федосик В. А.)
- Всемирная история. Поурочные тесты. 8—9 класс. Минск, 2004
- Всемирная история. Поурочные тесты. 10—11 класс. Минск. 2003
- Гісторыя Беларусi. 4 класс. Рабочы сшытак. Минск, 2002 ISBN 985-474-129-X
- Гісторыя Беларусi. 5 (4) класс. Рабочы сшытак. Минск, 2005 (в соавторстве со Штыхов Г. В.)
- Гісторыя Беларусi. 6 клас. Рабочы сшытак. Минск, 2004 ISBN 985-474-474-4
- Гісторыя Беларусi. 7 клас. Рабочы сшытак. Минск, 2003 (в соавторстве с Лойко П. О.)ISBN 985-474-132-X
- Гісторыя Беларусi. 7 клас. Рабочы сшытак. Минск, 2004 (в соавторстве с Лойко П. О.)ISBN 985-474-355-1
- Гісторыя Беларусi. 7 клас. Рабочы сшытак. Минск, 2005 (в соавторстве с Лойко П. О.)ISBN 985-474-591-0
- Гісторыя Беларусi. 7 клас. Рабочы сшытак. Минск, 2006 (в соавторстве с Лойко П. О.)
- Гісторыя Беларусi. 8 клас. Рабочы сшытак. Минск, 2002 ISBN 985-474-131-1
- Гісторыя Беларусi. 9 клас. Рабочы сшытак. Минск, 2002 ISBN 985-474-132-X
- Гісторыя Беларусі : Паўроч. тэсты 5—7-ы кл. Минск, 2004 (в соавторстве с Лойко П. О.) ISBN 985-474-439-6
- Гісторыя Беларусі : Паўроч. тэсты: 8—9-ы кл. Минск, 2004 (в соавторстве с Лойко П. О.) ISBN 985-474-424-8
- Гісторыя Беларусi. Тэсты. 10—11 класы. Минск, 2004 (в соавторстве с Лойко П. О.) ISBN 985-474-457-4
- Человек. Общество. Государство. Поурочные тесты 8—9 класс. Минск, 2004 (в соавторстве с Яскевич Я. С.)
- Человек. Общество. Государство. Поурочные тесты 10—11 класс. Минск, 2005 (в соавторстве с Яскевич Я. С.)

### Переводы научной литературы
- Лотман Г. Ротшильды — короли банкиров, Минск, 1997. (пер. с англ.) ISBN 985-10-0004-3
- Сковорода Г. С. Сочинения, Минск, 1999. (пер. с укр.) ISBN 985-456-235-2
- Кох-Хиллебрехт М. Homo Гитлер — психограмма диктатора. Минск, 2003. (пер. с нем.) ISBN 985-438-767-4 (рус.) ISBN 3-442-75603-0
- Кох-Хиллебрехт М. Homo Гитлер — психограмма диктатор. 2-е издание, стереотипное. Минск, 2014. (пер. с нем.) ISBN 978-985-15-2073-8
- Ходжсон М. Дж. С. История ислама: Исламская цивилизация от рождения до наших дней. Москва, 2013 (пер. с англ., в составе коллектива переводчиков) ISBN 978-5-699-58270-9

### Спортивные переводы
- Аткинс Р., Бафф Ш. Оставайтесь молодыми по Аткинсу. Минск, 2005. (пер. с англ.) ISBN 985-483-310-0
- Аткинс Р., Бафф Ш. Омолаживающее питание. Минск, 2012. (пер. с англ.) ISBN 978-985-15-1579-6
- Брунгардт К. Идеальные мышцы груди и плечевого пояса. Минск, 2003. (пер. с англ.) ISBN 985-483-311-9
- Брунгардт К. Идеальные мышцы груди и плечевого пояса. 2-е издание, стереотипное. Минск, 2004. (пер. с англ.) ISBN 985-483-180-9
- Брунгардт К. Идеальные мышцы груди и плечевого пояса. 3-е издание, стереотипное. Минск, 2005. (пер. с англ.) ISBN 978-985-15-0348-9
- Брунгардт К. Идеальные мышцы груди и плечевого пояса. 4-е издание, стереотипное. Минск, 2006. (пер. с англ.) ISBN 985-483-311-9
- Брунгардт К. Идеальные мышцы груди и плечевого пояса. 5-е издание, стереотипное. Минск, 2007. (пер. с англ.) ISBN 985-483-180-9
- Брунгардт К. Идеальные мышцы груди и плечевого пояса. 6-е издание, стереотипное. Минск, 2008. (пер. с англ.) ISBN 978-985-483-992-9
- Брунгардт К. Идеальные мышцы рук. Минск, 2003. (пер. с англ.) ISBN 985-438-884-0
- Брунгардт К. Идеальные мышцы рук. 2-е издание, стереотипное. Минск, 2007. (пер. с англ.) ISBN 978-985-483-899-1
- Брунгардт К. Идеальные мышцы рук. 3-е издание, стереотипное. Минск, 2008. (пер. с англ.) ISBN 978-985-15-0440-0
- Брунгардт К. Идеальный пресс. Интенсивный 6-недельный курс тренировок. Минск, 2003. (пер. с англ.) ISBN 985-438-766-6
- Брунгардт К. Идеальный пресс. Интенсивный 6-недельный курс тренировок. 2-е издание, стереотипное. Минск, 2005. (пер. с англ.) ISBN 985-483-312-7
- Брунгардт К. Идеальный пресс. Интенсивный 6-недельный курс тренировок. 3-е издание, стереотипное. Минск, 2007. (пер. с англ.) ISBN 978-985-15-0439-4
- Брунгардт К. Стань лучшим. Минск, 2008. (пер. с англ.) ISBN 978-985-15-0577-3
- Летувник С. Развиваем мышцы ног и ягодиц. Минск, 2004. (пер. с нем.)ISBN 3-499-19409-0
- Летувник С. Развиваем мышцы ног и ягодиц. 2-е издание, стереотипное. Минск, 2007. (пер. с нем.)ISBN 985-483-319-4
- Летувник С. Развиваем мышцы рук и груди. Минск, 2004. (пер. с нем.) ISBN 985-483-317-8
- Летувник С. Развиваем мышцы рук и груди. 2-е издание, стереотипное. Минск, 2008. (пер. с нем.) ISBN 3-499-19408-2
- Летувник С. Фрайвальд Ю. Фигура вашей мечты. Минск, 2004. (пер. с нем.) ISBN 985-483-201-5
- Летувник С. Фрайвальд Ю. Фигура вашей мечты. 2-е издание, стереотипное. Минск, 2009. (пер. с нем.) ISBN 3-499-19460-0
- Летувник С. Фрайвальд Ю. Тренировки для женщин. Общий курс. Минск, 2011. (пер. с нем.) ISBN 978-985-15-1241-2
- Летувник С. Тренировки для женщин. Живот и бедра. Минск, 2011. (пер. с нем.) ISBN 978-985-15-1242-9
- Летувник С. Тренировки для женщин. Ноги и ягодицы. Минск, 2011. (пер. с нем.) ISBN 978-985-15-1240-5
- Летувник С. Тренировки для женщин. Руки и грудь. Минск, 2011. (пер. с нем.) ISBN 978-985-15-1239-9
- Силовые тренировки. Визуальный самоучитель. Минск, 2005. (пер. с англ.) ISBN 985-483-264-3
- Циттлау Й. Идеальная диета для 4 групп крови. Минск, 2002. (пер. с нем.) ISBN 985-438-734-8
- Циттлау Й. Меню «На здоровье!» Минск, 2011. (пер. с нем.) ISBN 978-985-15-1276-4
- Циттлау Й. Меню «На здоровье!» 2-е издание, стереотипное. Минск, 2012. (пер. с нем.) ISBN 978-985-15-1532-1